# Терпук
Терпу́к — щитовой вулкан в центральной Камчатке. В северо-западной части вулкана расположен плейстоценовый шлаковый конус. Диаметр основания — 11,5 километра. Первый лавовый поток образовался в плейстоцене и прошёл в сторону запада. Второй известный лавовый поток произошёл 2500 лет назад который образовал лавовое поле площадью около 20 квадратных километров.
На территории вулкана располагаются два озера вулканического происхождения. Действует вулканический центр Терпук.